# Euxoa monotona
Euxoa monotona är en fjärilsart som beskrevs av Igor Kozhanchikov 1929. Euxoa monotona ingår i släktet Euxoa och familjen nattflyn. Inga underarter finns listade i Catalogue of Life.